# Mario Onaindia Natxiondo
 (juillet 2015).
Le contenu est difficilement compréhensible vu les erreurs de traduction, qui sont peut-être dues à l'utilisation d'un logiciel de traduction automatique.
Mario Onaindia Natxiondo est un homme politique espagnol, membre d'Euskadi ta Askatasuna (ETA) durant les années 1960 et, après sa scission, d'ETA politico-militaire. Plus tard dirigeant d'Euskadiko Ezkerra et finalement parlementaire basque du Parti Socialiste Euskadi - d'Euskadiko Ezkerra, fédération basque du PSOE.

## Biographie
En 1966, il est employé de banque et militant du Parti nationaliste basque clandestin, il entre dans l'organisation Euskadi Ta Askatasuna (ETA). Quand dans la cinquième assemblée d'ETA, tenue cette même année, l'organisation sera scindée en deux groupes, ETA Berri (Nouvelle ETA en euskara) et ETA Zaharra (Vieille ETA), Mario Onaindia reste, avec la majorité des militants, dans cette dernière. Toutefois, il a certaines sympathies par le courant ouvriériste qui donne lieu à ETA Berri et prendra part à quelques forums, débats et rencontres organisées par cette organisation, dont la tête visible est Patxi Iturrioz, avec lequel il partagera la trajectoire politique des années plus tard.
Il a été arrêté dans un appartement franc (planque) de Bilbao le 9 avril 1969. Dans le fameux procès de Burgos (1970) il a été accusé, avec d'autres compagnons d'arme, du meurtre du commissaire Melitón Manzanas, de banditisme, subversion sociale et terrorisme. Il a été condamné à deux peines de mort et de 51 ans de prison, mais les mobilisations populaires en Euskadi et dans toute l'Espagne, ont obligé le dictateur à échanger leur peine de mort par la réclusion à perpétuité. Il passe huit années enfermé et a été libéré grâce à l'amnistie décrétée de tous les prisonniers politiques après la mort du dictateur Francisco Franco.
En 1973 a lieu à Bayonne (Pyrénées-Atlantiques) la seconde VIe Assemblée d'ETA (la première, tenue en 1970, est considérée comme nulle pour avoir été convoquée par une section de l'organisation qui a été finalement scindée de cette dernière). Cette assemblée s'est déroulée en deux parties, dans la deuxième dont resurgit l'ancienne divergence parmi lesquels ils plaident pour la priorité absolue de l'activité armée et ceux qui préfèrent les luttes politiques : ce sont respectivement les "militaires" (milis) et les "politico-militaires" (poli-milis). Ils se scinderont en deux organisations : ETA Militaire (ETAm ou ETA [m]) et ETA politico-militaire (ETApm ou ETA [pm]). Mario Onaindia se trouve dans cette dernière, majoritaire.
Après sa sortie de prison, Onaindia prend part à la création d'Euskal Iraultzarako Alderdia (Parti pour la Révolution Basque, EIA), del qui est choisi secrétaire général. Cette organisation, avec l'Euskadiko Mugimendu Komunista (Mouvement Communiste Euskadi) EMK, (héritier d'ETA Berri) et autres secteurs de la gauche nationaliste basque non liée à ETA, crée une nouvelle formation appelée Euskadiko Ezkerra (Gauche d'Euskadi, EE), dont Onaindia est élu secrétaire général. Dans les débats internes qui vit la nouvelle organisation sur l'occasion de rendre publiques les divergences avec les méthodes d'ETA, Onaindia est un des artisans de l'abandon de la lutte armée et du rapprochement progressif de son parti au PSOE. Au début des années quatre-vingt ETA (pm) décide de déposer les armes et d'utiliser exclusivement des voies politiques.
Onaindia a été membre du Parlement basque entre 1980 et 1990 pour Euskadiko Ezkerra et sénateur pour le Guipuscoa en 1993. Cette année, EE intègre le Parti Socialiste d'Euskadi, créant ainsi le PSE-EE pour lequel Onaindia a été délégué pour le Guipuscoa en 1996, cinquièmes et sixièmes législatures, et président du PSE-EE d'Alava jusqu'à sa mort.
En 2001, il a écrit ses mémoires : El precio de la libertad (Le prix de la liberté) et à titre posthume a été publiée la suite de ses mémoires El Aventurero Cuerdo: Memorias (1977-1981) (L'Aventurier Cuerdo : Mémoires (1977-1981).
En mai 2003, il a reçu le III Prix José Luis López de Lacalle pour ses publications de défense de la liberté et contre le terrorisme.
Il est décédé le 31 août 2003 à 55 ans à l'hôpital vitorian de Txagorritxu d'un cancer intestinal diagnostiqué trois années auparavant.
En décembre 2003, on a accordé à titre posthume l'ordre du Mérite constitutionnel qu'a repris sa veuve Esozi Leturiondo en 2004. Leturiondo a aussi été élue ultérieurement représentante de l'Alava dans le Parlement Basque pour le PSE-EE dans les législatures VIII et IX, respectivement en 2004 et 2009.